# Liste der Biografien/Pol
Liste der Biografien |
Portal Biografien |
Personensuche
# |
A |
B |
C |
D |
E |
F |
G |
H |
I |
J |
K |
L |
M |
N |
O |
P |
Q |
R |
S |
T |
U |
V |
W |
X |
Y |
Z |
?
 
Pa |
Pc |
Pe |
Pf |
Ph |
Pi |
Pj |
Pk |
Pl |
Pm |
Pn |
Po |
Pr |
Ps |
Pt |
Pu |
Pv |
Pw |
Py
 
Poa |
Pob |
Poc |
Pod |
Poe |
Pof |
Pog |
Poh |
Poi |
Poj |
Pok |
Pol |
Pom |
Pon |
Poo |
Pop |
Por |
Pos |
Pot |
Pou |
Pov |
Pow |
Pox |
Poy |
Poz
 
Pola |
Polc |
Pold |
Pole |
Polf |
Polg |
Polh |
Poli |
Polj |
Polk |
Poll |
Polm |
Poln |
Polo |
Pols |
Polt |
Polu |
Polv |
Polw |
Poly |
Polz
Die Liste der Biografien führt alle Personen auf, die in der deutschsprachigen Wikipedia einen Artikel haben. Dieses ist eine Teilliste mit 24 Einträgen von Personen, deren Namen mit den Buchstaben „Pol“ beginnt.

## Pol
- Pol Pot († 1998), kambodschanischer Politiker, „Bruder Nr. 1“ der Roten KhmerPol Pot († 1998)

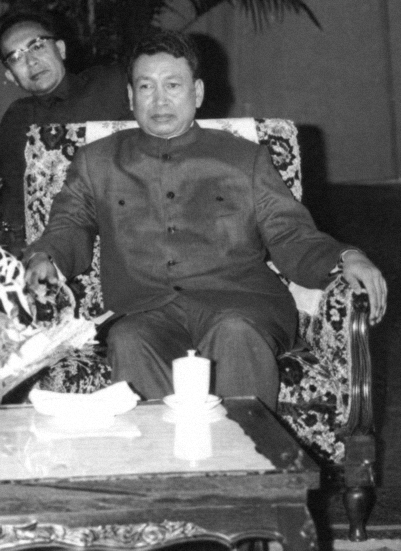
Pol Pot († 1998)

- Pol, Agusti (* 1977), andorranischer Fußballspieler
- Pol, Alice (* 1982), französische Schauspielerin
- Pol, Andri (* 1961), Schweizer Fotograf
- Pol, Anneliese van der (* 1984), US-amerikanische Schauspielerin und Sängerin niederländischer Herkunft
- Pol, Balthasar van der (1889–1959), niederländischer Elektroingenieur und Physiker
- Pol, Bernd (1946–2019), deutscher Autor und Computerspezialist
- Pol, Catalina Maria (* 1981), spanische Beachvolleyballspielerin
- Pol, Diego (* 1974), argentinischer Paläontologe
- Pol, Ferran (* 1983), andorranischer Fußballtorhüter
- Pol, Heinz (1901–1972), deutscher Journalist, Schriftsteller und Filmkritiker
- Pol, Hieronymus (1852–1911), deutsch-niederländischer Lehrer, Germanist und Hochschullehrer
- Pol, Jan (1807–1838), deutscher evangelisch-lutherischer Pfarrer, Lieddichter und Herausgeber
- Pol, Jorick (* 2004), niederländischer Handballspieler
- Pol, Liesbeth van der (* 1959), niederländische Architektin, Regierungsbaumeister
- Pol, Lucius (1754–1828), Schweizer reformierter Geistlicher und Naturwissenschaftler
- Pol, Marieke van der (* 1953), niederländische Schauspielerin
- Pol, Markus (* 1976), österreichischer Schauspieler, Sänger und Musicaldarsteller
- Pol, Nikolaus (1564–1632), schlesischer Chronist und Geistlicher
- Pol, Oleksandr (1832–1890), ukrainisch-russischer Geologe, Ethnograph, Archäologe und Geschäftsmann
- Pol, Piet van de (1907–1996), niederländischer Karambolagespieler
- Pol, Sandra de (* 1975), Schweizer Fußballspielerin
- Pol, Sebastián (* 1988), argentinischer Fußballspieler
- Pol, Wincenty (1807–1872), polnischer Schriftsteller, Geograph und Ethnograph